# Őrjárat a kozmoszban – Az Orion űrhajó fantasztikus kalandjai
Az Őrjárat a kozmoszban – Az Orion űrhajó fantasztikus kalandjai (eredeti német cím:  Raumpatrouille – Die phantastischen Abenteuer des Raumschiffes Orion) az első német sci-fi tévéfilmsorozat. Hét részből áll, németországi premierje 1966. szeptember 17-én volt. A Magyar Televízió 1968-ban mutatta be, elsöprő sikerrel.
Magyarországon 2002 őszén elkészítették a filmsorozat felújítását, újonnan megírt szinkron-szöveggel és (Mécs Károlytól eltekintve) teljesen új szinkron-szereplőgárdával. A felújított sorozat epizódjait az Űrjárőrök – Az Orion űrhajó fantasztikus kalandjai főcímmel mutatták be a Filmmúzeum tévécsatornán, és DVD-n is ezzel a címmel adták ki.
Megjegyzés: a sorozat azon rajongói között, akik a hajdani bemutatókat látták, ismerték, máig meghatározó az 1967-ben készült fordítás és szinkron. A régi és a felújított változat között szóhasználatbeli, fordítási különbségek vannak, és rajongói honlapokon, fórumokban gyakran látni, hogy ma is a régi fordításban szereplő szóváltozatokat, mondatokat idézik az új fordításban találhatók helyett.

## Tartalma
A történet körülbelül 3000-ben játszódik, amikor a Föld lakossága már egyetlen közösséget alkot, melyet a világkormány irányít. A bolygóközi űrflotta egyik legjobb hajója az Orion űrcirkáló, melynek ötfős személyzete, Cliff Allister McLane parancsnok vezetésével számos bátor akciójuk ellensúlyozásaként hasonlóan számos magánakciót, szabályszegést, fegyelmezetlenséget tudhat már maga mögött. A flotta vezérkara megelégeli a dolgot, és büntetésül az Oriont három évre közönséges járőrszolgálatra osztják be. Azért, hogy a további kilengéseket megakadályozzák, a hajóra vezénylik a Biztonsági Szolgálat tisztjét, Tamara Jagellovsk hadnagyot, és felhatalmazzák „alfa-parancs” kiadására, tehát a parancsnok utasítására is a szükséges esetekben.
Az Orion első járőrútja során idegen lényekkel találkozik, akik megszállták az egyik előretolt űrbázist, megölve annak személyzetét, és az Oriont is megtámadják. Kialakul egy gerillaháború a veszélyes eszközökkel támadó varangyok – ahogy az idegen lényeket elnevezték –, és a Föld között. Ebben a háborúban játszódik a sorozat összesen hét epizódja.

## A tervezéstől a bemutatóig
A müncheni székhelyű Bavaria filmstúdió produkciós irodája, a Bavaria Atelier GmbH 1962-ben megvett néhány űrhajós sci-fi történetet. Ezek szerzője, Rolf Honold indította el az Oriont a hírnév felé. A sorozat történeteinek, forgatókönyvének megtervezésében csatlakozott hozzá egy másik író is, W. G. Larsen. Ez azonban egy álnév, és öt embert takar egyszerre. A Bavaria három forgatókönyvírója és producere: Hans Gottschalk, Helmut Krapp – ők az Orion producerei is lettek – és Oliver Storz, valamint a sorozat két rendezője: Michael Braun és Theo Mezger együtt vettek részt a történetek kialakításában, a közös álnév alatt.
A sorozat összesen öt résztvevő koprodukciójában készült. Meghatározott epizódok megrendelőiként a nyugatnémet ARD műsorszórási társulás tévécsatornái jelentkeztek: az 1., 3. és 4. részt a Westdeutscher Rundfunk (WDR), a 2. és 7. részt a Südfunk Stuttgart (azóta Süddeutscher Rundfunk (SDR)), az 5. és 6. részt pedig a Norddeutscher Rundfunk (NDR) és a Südwestfunk (SWF) fizette.
Különleges megrendelő volt az éppen akkoriban átalakuló francia közszolgálati tévécsatorna új irányítója, az Office de Radiodiffusion Télévision Française (ORTF). Ők ugyanis szintén részt vállaltak a költségekből, de ezért cserébe a sorozatból bizonyos jeleneteket fel kellett venni francia színészekkel is. Ez azt jelenti, hogy bár a főszereplők nem változnak, kisebb szerepekben a német színészek helyett beálló francia színészekkel újraforgatták az adott jeleneteket, és a francia tévében a sorozatnak ezt a változatát mutatták be, Commando Spatial címmel.
A felvételek nagy része a Bavaria stúdiójában készült, a München déli szomszédságában levő Grünwald városka Geiselgasteig nevű részén. A viszonylag kevés külső jelenet többsége kopár égitestek felszínén játszódik, ezek felvételéhez eredetileg Izlandot tervezték helyszínül, de végül a Münchentől mintegy 60 kilométerre délnyugatra levő Peißenberg barnaszénbányáiban is ideális helyszínre leltek. Ezen az útvonalon elhaladunk a Starnbergi-tó mellett, amelynek a partján fekszik Tutzing, ennek a városkának a kastélya adott helyet az 5. epizód Chromán játszódó jeleneteinek.
A látványtervek, majd a díszletek és jelmezek elkészítése rengeteg munkát követelt, de végül 1965. március 1-jén megkezdődtek a közel öt hónapig tartó felvételek. A trükkök rögzítése még ez után is folytatódott, az utómunkákkal együtt. Mivel az elektronikus videotechnika akkor még gyakorlatilag nem létezett, a felvételek filmszalagra készültek, 4:3 képarányban, fekete-fehérben, monó, azaz egy csatornás hanggal. Vagyis ahogy a televíziók akkoriban igényelték. Színes mozgófilm-felvétel nem készült, ezért ha ilyennel találkozunk, az utólagos színezés eredménye.
A németországi premier végül 1966. szeptember 17-én jött el az ARD hálózatán, és a további epizódok kéthetente követték egymást. A sorozat nézettsége elérte a 80%-ot is.
A sorozat elkészítésének összköltsége 3,4 millió nyugatnémet márka volt. Ez az akkori árfolyamon számítva körülbelül 10 millió forint, illetve 875 ezer USA dollár. Viszonyítási alapot adhat, hogy az ugyanekkor nyugatnémet-olasz-jugoszláv koprodukcióban készült Winnetou und das Halbblut Apanatschi című másfél órás mozifilm költsége ezzel azonos, a Pár dollárral többért című olasz-spanyol-nyugatnémet western 600 ezer dollárba, az Egy férfi és egy nő című francia film pedig 6,3 millió dollárba került. (Forrás: IMDb.)
Az Orion már a maga idejében nagy siker lett. Az elkészült sorozat története az utolsó epizód végén lezárul, ennek ellenére állítólag újabb hét epizód terve is elkészült, de a magas költségek miatt a stúdió végül is elvetette a folytatás ötletét.

## A magyar fogadtatás
Magyarországon az első epizód bemutatására 1968. február 3-án, szombaton került sor. Frenetikus sikert aratott. Ehhez, az igazság kedvéért, hozzá kell venni azt is, hogy akkoriban az országnak egyetlen tévéprogramja volt, vagyis aki abban az időben tévét nézett, az az Oriont nézte. De a sorozat sikere mégis kiugró volt, a gyerekek a film főcímzenéjére fabrikált kis versikét kántáltak, a hétköznapi szóhasználatba is bevonultak a film olyan fogalmai, mint a varangyok (ellenséges idegen civilizáció) vagy az overkill (az űrhajóba épített szuperfegyver).
Ebből az időből ered a következő kis anekdota. 1970 táján az autóbuszokon kalauz is dolgozott, elsősorban a menetjegyek eladását intézve. Egy késő esti járat éppen indulni készült az egyik megállóból, de valaki még szaladt, hogy elérje a buszt. A kalauz ezt észrevette, és így szólt át a vezetőhöz: "Várj, McLane, fut még egy varangy!" Az illető, mikor felszállt a buszra, nem értette, miért vigyorog rá a többi utas.

### Az Orion Bár
A sorozat magyar sikerét valószínűleg a legjobban érzékelteti, hogy egy egész épületet formáltak az űrhajó alakjára, Balatonszéplak üdülőövezetében. A Press Club 1971-ben épült, és a Magyar Újságírók Országos Szövetsége (MÚOSZ) kezelésébe adott Hotel Interpress újságíró-üdülő két épületéhez tartozott. Délután nyitott ki, először klubhelyiségként, társalgóval, biliárdasztallal, majd a késő esti óráktól zenés szórakozóhellyé vált, Orion Bár néven. Egy külső lépcsőn lehetett bejutni, az épület lábazatában egy kis raktárhelyiség kapott helyet. Ez a feltehetően az egész világon különlegességnek tekinthető épület sokáig elhanyagoltan állt. 2013. nyarán a külső falat és a burkolati elemeket elbontották, az épen maradt betonszerkezet birtokában a terület tulajdonosa az épület felújítását, és lakóépületként történő hasznosítását vette tervbe.
A terveket végül nem sikerült megvalósítani, mert a szabadon maradt betonfödém statikailag meggyengült és életveszélyes állapotba került. Ezért a siófoki járási hivatal a bontását rendelte el, amelyet 2014. nyarán el is végeztek.
|                       |  |
| Az Orion bár 1971-ben |  |

### Orion társasjáték
Ma, a filmekhez kapcsolódó számítógépes kalandjátékok korában már nem értékeljük kellőképpen azt a különleges tettet, hogy a sorozat sikerét kihasználva egy táblás társasjáték jelent meg a játékboltokban még 1968-ban, a karácsonyi vásárra. A játék kitalálója, tervezője ismeretlen, annyi tudható, hogy a Péceli Htsz. készítette. Két játékos, vagy két kis csapat játszhatja, az egyik fél a – játékban piros – Oriont és teknőceit (kis űrcsónakjait) vezette, a másik félé a szintén a földi űrhadsereg kötelékében levő – sárga – Hydra cirkáló és teknőcei voltak. Szöveges kártyák írják le a lejátszandó történet néhány főbb elemét, némiképp átalakítva az epizódok történeteit, és a játékosoknak, bizonyos szabályok betartásával, kockadobással kell a figurákat eljuttatni a szövegben kijelölt célokig. Ennek során pontokat lehet gyűjteni, ez alakítja ki a végeredményt.

## Cselekménye
(A dátumok az első németországi bemutatók napját mutatják.)

### 1. Támadás az űrből – Angriff aus dem All (1966. szeptember 17.)
Az Orion 7 űrcirkáló személyzete, McLane őrnagy parancsnoksága alatt a sokadik vétséget követi már el, és a Bolygóközi Haderő parancsnokai megelégelik a magánakciókat, parancstúllépéseket és más fegyelmezetlenségeket. Büntetésül az Oriont teljes személyzetével járőrszolgálatra vezénylik, három év időtartamra. Az újabb kihágások megelőzésére a cirkáló személyzetét kiegészítik Tamara Jagellovsk hadnaggyal, aki a Galaktikus Biztonsági Szolgálat tisztje, és az a feladata, hogy betartassa az utasításokat, szükség esetén alfa-parancsot adva utasítsa McLane parancsnokot. A hadnagynőt természetesen fagyos fogadtatásban részesítik a fedélzeten.
A hajó első járőrszolgálata során elhalad a távoli MZ-4 űrbázis mellett, amelyről a korábbi szokással ellentétben nem kapnak választ üdvözlő rádiótáviratukra, majd hívásukra sem. McLane az esetet túlzottan furcsállja, és Tamara parancsának ellenszegülve az űrhajó egyik teknőcén az űrbázisra küldi Hassót és Atant, hogy nézzenek körül. Ők az állomás személyzetét holtan találják. Kutatásuk közben megdöbbenésükre egy földönkívüli lény tűnik fel az egyik folyosón, aki láthatóan nem tart tőlük, és az űrhajósok sugárpisztolyai is hatástalanok vele szemben. Hasso és Atan jelenti McLane-nek az eseményt, és menekülnének az űrbázisról, de járművüket, a teknőcöt megrongálták az idegenek, akiket ők – talán azok védőruhájának felületére utalva – varangyoknak neveznek el.
Tamara emlékezteti McLane-t a szabályzat ide vonatkozó, eddig csak elméleti paragrafusára, amely szerint kötelesek megsemmisíteni az idegen lények által elfoglalt objektumokat, tekintet nélkül az emberveszteségre. A parancsnok és a biztonsági tiszt között dühös szócsata támad, de mint végül kiderül, a hajó fényágyúit az idegenek a távolból működésképtelenné tették. Ráadásul számos idegen űrhajó érkezik az állomáshoz, ezért az Orion 7 elmenekül, és visszatér a Földre.
Nem sejtik, hogy az MZ-4-en rekedt két társuk még életben van, és azon törik a fejüket, hogy ha már veszniük kell, akkor hogyan pusztítsanak el legalább néhányat a sebezhetetlennek tűnő Varangyok közül. Hasso rájön, hogy az űrbázisról az idegenek feltehetőleg azért engedték ki az oxigént, mert az árt nekik. És bár az állomás oxigéntartályai már üresek, ott van velük az űrruhákhoz tartozó két, tenyérnyi, de sok napra elegendő tartalékot tároló oxigéntartály, amelyek egyikét feláldozhatják. Megvárják, míg a Varangyok leszállnak és összegyűlnek a bázis egyik termében, majd sugárpisztolyukkal felrobbantják az odadobott oxigéntartályt. Az akció beválik, a Varangyok elpusztulnak.
Most már lenne idejük rendbehozni a fénytelefon-berendezést, hogy segítséget kérjenek, de újabb baj leselkedik rájuk: a Challenger nevű automatikus kutatóűrhajó az MZ-4 felé tart, és kéri a további pályaadatok megadását. Már úgy néz ki, hogy a válasz híján vakon repülő Challenger nekirohan az űrbázisnak, de nem sokkal a becsapódás előtt váratlanul felrobban. Mint kiderült, a Varangyok egy mágneses védőpajzsot terjesztettek ki a bázis köré, és az űrhajó emiatt robbant fel az ütközés előtt. Végül a két űrhajós szerencsésen visszatér a Földre, és az űrflotta főparancsnoka által tartott kihallgatáson már kedélyesen civakodnak is egymással.

### 2. Az eltérített bolygó – Planet außer Kurs (1966. október 1.)
A Hydra űrcirkáló egy útján felfedezi, hogy egy szupernóvává alakított bolygó óriási sebességgel száguld a Föld felé. Kétségtelen, hogy az ütközés megsemmisítené a életet bolygónkon. Egy később elfogott rádióadás azt bizonyítja, hogy a szupernóvát a varangyok irányítják a Föld felé.
Kétségbeesett kapkodás kezdődik. A szupernóva felrobbantása lehetséges ugyan, de a robbanás a Földet is veszélyeztetné. A már egységes közösséggé vált emberiség közös kormánya, a Galaktikus Biztonsági Szolgálat és katonai vezérkar főparancsnokaival együtt a menekülés lehetőségein tépelődik, de a leghevesebb vita után is be kell látniuk, hogy a Föld lakosságának csak egy apró töredékét lehetne a hátralevő néhány nap alatt más égitestre költöztetni. Vannak, akik már a vezetői testület evakuálását követelik.
Az egyetlen, halvány reményt az ígéri, ha sikerülne megsemmisíteni azt az állomást, ahonnan a varangyok a szupernóvát irányítják. Akkor ugyanis az égitest letérne kényszerített pályájáról, és elhaladna a Föld mellett. A Hydrát a nóva forrósága már megrongálta, ezért a parancsnokság kétszáz űrhajót vezényel az irányítóállomás felkutatására, köztük a flotta leggyorsabb cirkálóját, az Orion 7-et.
Az Orion és a Hydra is egy rejtjelezett rádióadást vesz, amely feltehetően az irányítóállomásról jött. A két hajó személyzete még kapcsolatba tud lépni, és van Dyke tábornok, a Hydra parancsnoknője utolsó erejével lediktálja az adás általuk mért irányadatait. Ennek birtokában, a saját mérésükkel egybevetve az Orion már megtalálhatja a varangyok állomását, és megsemmisítheti azt. McLane azonban a Hydra segítségére akar indulni, kimenteni régi, imádott parancsnokát, van Dyke tábornokot, ám Tamara sugárpisztolyt fog rá, és megfenyegeti, hogy megsemmisíti a hajó vezérlőberendezését, ha nem kutatják fel haladéktalanul az idegenek állomását. Tamara határozottsága eléri a célját, az Orion elvégzi a feladatát, és a varangyok állomása megsemmisül.
De a szupernóva ennek ellenére sem tér el a Föld felé vezető útjáról. Az Orion veszélyes és nehéz manőverre kényszerül: meg kell előzniük a nóvát, és antianyag-bombákat lőni az útjába, így talán eltéríthető az útjáról. Sajnos a kísérlet nem sikerül elég pontosan, Hasso és Mario is megsérül, és a veszélyt nem sikerült elhárítaniuk. McLane előáll a legutolsó ötlettel: az Oriont feltöltik anti-Föld-energiával, a nóva felé irányítják, ők pedig a két teknőcbe átszállva megpróbálják elérni a Hydrát, hátha azzal sikerül hazajutniuk.
A szupernóvát így sikerül is felrobbantani, a Föld megmenekült, de a saját sorsuk még bizonytalan. Elérik a Hydrát, de annak személyzete már a hűtőkamrákban keresett menedéket a forróság elől, így nincs senki, aki a teknőcök leszállását irányító berendezést bekapcsolja. Hasso űrruhában a teknőcről átlebeg a Hydrára, és működésbe helyezi az automatikát, a teknőcök végre leszállhatnak. Most a Hydra légzsilipeit kell kinyitni, hogy a hűtőlevegővel eláraszthassák az űrhajó felforrósodott helyiségeit, de Hasso közben elvesztette az eszméletét. McLane, akinek már nem maradt űrruha, elküzdi magát a vezérlőhelyiségig, és mielőtt ő is elájulna, még átbillenti a zsilipek kapcsolóját.
Az erőre kapott űrhajósok kimenekítik a hűtőkamrákból a Hydra személyzetét, együttes erővel működőképessé barkácsolják az űrhajót, és csak negyedsebességgel ugyan, de épségben hazatérnek. McLane-re már csak az utolsó, legkeményebb erőpróba vár: az illetékes tisztviselő előtt el kell számolnia az elvesztett Orion 7-tel.

### 3. A törvény őrei – Die Hüter des Gesetzes (1966. október 15.)
Az Orion személyzetét továbbképző tanfolyamra vezénylik, ahol a legújabb robottípus működését ismertetik. Ám váratlanul parancsot kapnak, és útnak indulnak új űrhajójukkal, az Orion 8-cal, hogy egy körzet űrszondáinak a mérési adatait begyűjtsék. Az unalmas és hosszadalmas munka első adagját Helga és Atan kapja, ők egy teknőcbe szállva elhagyják a hajót, és hozzáfognak a szondák kiszereléséhez.
Eközben az Oriont rádión megkeresi egy a közelben elhaladó teherűrhajó parancsnoka, és elmondja McLane-nek, régi beosztottjának, hogy a Pallas bányatelepéről, ahonnan ő rendszeresen ércet szállít a Földre, egy ideje nem kapott semmi életjelet, és érc helyett csak meddő kőzet érkezik a hajóra, amiért persze a Földön a parancsnokot gyanúsítják. McLane megígéri, hogy utánajár a dolognak. Azért, hogy a földi űrfigyelő hálózat ne vegye észre, hogy elhagyták előírt helyüket, Atannak ezt a rejtelmes utasítást adja: „Fantom születik.” Egy már többször alkalmazott trükkjük szerint a teknőc olyan méretű és típusú erőteret hoz létre, mint amilyen az Orioné, és így az űrhajó feltűnés nélkül illanhat el a körzetből.
A négy fősre csökkent személyzettel az Orion a Pallashoz repül, és valóban, ők sem kapnak választ a rádióhívásaikra. Leszállnak, megkeresik a bányatelep lejáratát, és csak kihalt termeket találnak. Leereszkednek a munkaszintre, ahol megdöbbenésükre sugárpisztolyt szegez rájuk két munkarobot. A mögöttük álló telepesek figyelmeztetésének engedve McLane-ék átadják a robotoknak a saját fegyvereiket, és a robotok békében távoznak. A telepesek elmondják, hogy néhány bekábítószerezett munkás fellázadt, és a telep vezetője végül kénytelen volt két embert lelőni. Az esetnek néhány robot is tanúja volt, és mivel a legfőbb robottörvény szerint óvniuk kell az ember életét, átvették a hatalmat, így téve lehetetlenné a hasonló eset megismétlődését. Azóta a telepeseknek kell a bányában dolgozniuk, és a munkarobotok csak felügyelik őket.
Sajnos a tűzharcban meghalt emberek egyike volt a telep robotikusa, a többiek pedig nem tudják a működési hibát kijavítani. Az Orion személyzete sem tudta befejezni a robotikai továbbképzést, így csak találgatni tudnak. Végül úgy döntenek, hogy lecsalnak a bányába két robotot, és az egyik átjárót rájuk robbantva mozgásképtelenné teszik őket. Ez sikerült is, és következett a döntő pillanat: valamilyen értékre módosítaniuk kell a robotok vezérlőegységének beállítását. Találomra választanak megoldást, majd utasítják a két robotot, hogy hozzák le a fegyvereket. Ezután csak reménykednek abban, hogy a két robot engedelmeskedni fog nekik. De a szerencse mellettük van, a robotok átadják a sugárpisztolyokat, és a négy űrhajós végigjárja az egész telepet, és lelövi az összes robotot, hiszen azok veszélyessé váltak. A megkönnyebbült telepesek között nagy az ünneplés.
Mindeközben Atan és Helga már elvégezte a rájuk kirótt feladatokat, de a „fantom” fenntartása már majdnem az egész energiakészletüket felemésztette. Ha az energiatelepek kimerülnek, védőpajzs nélkül maradva a kozmikus sugárzásban mindketten elpusztulnak. Próbálják az Oriont rádión hívni, de az űrhajót mind a négyen elhagyták, és a robotok fogságából még nem sikerült kiszabadulniuk.
Ugyanekkor a földi parancsnokság rájön, hogy egy adminisztrációs hiba miatt az Orion 8-at küldték ki erre a munkára az Arion tisztképző hajó helyett. Állandóan keresik a kapcsolatot az Orionnal, de azok nem válaszolnak, holott a keresősugarak a kijelölt körzetben mutatják a hajót. Womsler tábornok, akinek már McLane minden csibészségét volt alkalma megfigyelni, átlát a szitán, és megfogadja, hogy a fantomos trükk miatt most nagyon elveri a port McLane-en, ha előkerül valaha is.
Az Orion végre felszáll a Pallasról, teljes gőzzel repül a teknőc felé. Az utolsó pillanatban érkeznek, mert Helga már eszméletlen, Atan is nagyon ki van merülve. Az űrhajó a fedélzetére veszi a teknőcöt, ellátják a két bajtársukat, majd jót veszekednek, végül a Földre hazatérve, persze elhallgatva a főnökeik előtt az egész kalandot, a szokott helyükön, a Kaszinóban pihenik ki a megpróbáltatásokat.

### 4. A szökevények – Deserteure (1966. október 29.)
Befejeződött egy új fegyver, az overkill kidolgozása, felszerelik vele az Oriont, és próbaútra küldik egy mérnök társaságában. Az overkill kitűnően működik, az ereje minden korábbi fegyvernél nagyobb, ráadásul a varangyokat remélhetőleg sikerül meglepni vele, és végre kiegyenlített eséllyel küzdhetnek ellenük, vagyis a jelentősége is óriási.
A földi Vezérkar eközben egy zavarba ejtő üggyel foglalkozik: egy Pietro nevű úrparancsnok a hajójával a varangyok által elfoglalt űrbázis, az AC-1000 felé vezető útra programozta a hajó navigációs számítógépét, a dezertálás nyilvánvaló szándékával. Ám Pietro nemhogy ártatlannak vallja magát, hanem még csak nem is emlékszik a koordináták megadására. Az eset részletei kiszivárogtak, McLane is értetlenül tanakodik az eseten Tamarával. A legkülönösebbnek azt tartja, hogy az AC-1000-en, ahol a varangyok állomásoznak, nincs levegő... és Pietro ezt tudta is. A tisztek között egy bizonyos „űrdili”, egy ismeretlen természetű pszichés zavar híre kering.
McLane parancsot kap az overkill-berendezés beszerelésére néhány távoli, stratégiai fontosságú űrbázisra, de tekintettel az „űrdili” hírére, és mert Pietro ezen a környéken hajózott a dezertálási kísérlete idején, az Orionon velük tart egy elmegyógyász professzor is, megfigyelőként. A hosszú út eseménytelenül telik, rendben megérkeznek az első célpontjukhoz, ahol a szolgálatot teljesítő robotok furcsa módon sokáig késlekednek a leszállítósugár bekapcsolásával. Sőt, amikor az űrhajósok irányítóközpontba, az egyik robot McLane-t meg is támadja. Tamarát, aki őrségben maradt a hajón, át is hívják, hogy vizsgálja meg a robotokat, mivel ő kitüntetéssel végezte el a robotikai tanfolyamot. Az őrséget Hasso veszi át tőle.
Hosszú, kimerítő munka során elvégzik az overkill beépítését és a rendszer ellenőrzését. Átszólnak Hassónak, aki közben elszunnyadt, hogy készüljön fel a felszállásra. McLane rutinszerűen ellenőrzi a betáplált irányadatokat, és döbbenettel látta, hogy azok az AC-1000 bázis felé irányítanák a hajót. Az előíráshoz híven riadóhelyzetet jelent be, leállítja a gépeket és a vezérlőállásba parancsolja a teljes személyzetet. Tamara, a Biztonsági Szolgálat tisztje, az ilyen esetre előírt szabály szerint átveszi a parancsnokságot, majd határozottan faggatni kezdi Hassót, aki zavartnak látszik, és nem emlékszik semmire. Tamara le akarja tartóztatni és megbénítani a gyanúsítottat a hazatérésig. Helga dühödten kel régi bajtársa védelmére, igen heves szócsatát folytat Tamarával, és felhívja a többiek figyelmét arra, hogy Tamara is volt egyedül a hajón, mielőtt még Hasso vette volna át az őrséget. Amíg folyik a vádaskodás, Mario, akire nem figyel senki, egyszer csak írni kezd a számítógépbe.
Persze ismét az AC-1000 koordinátái a betáplált adatok. Mario kissé bágyadt, de aztán magához tér, és őszintén állítja, hogy ő hozzá sem nyúlt a számítógéphez. A professzor javaslatára végeznek még egy kísérletet: Tamarát állítják a számítógép elé, aki kis várakozás után, láthatóan bódult állapotban, beírja ugyanazt az adatsort. Mivel az mindenki számára kétségtelen, hogy Tamara nem dezertőr, a professzortól várják a jelenség magyarázatát. Az ő elmélete szerint a varangyok telenózis-sugarakkal kényszerítik rá az akaratukat arra, aki a számítógép elé áll. Arra a kérdésre, hogy ezek a sugarak honnan jöhetnek, az AC-1000 űrbázist találják a legvalószínűbb válasznak. McLane-nek merész ötlete támad: Dezertálásra felkészülni! Elindulnak az Orionnal az AC-1000 felé, elhitetve a varangyokkal, hogy a befolyásuk alá kerültek, és hogy szépen el is viszik nekik az új szuperfegyverrel felszerelt űrhajót.
A földi űrfigyelés persze rögtön látja, hogy baj történt, és McLane is át akar állni az ellenséghez. A Biztonsági Szolgálat főnöke parancsot ad a Hydra gyorscirkálónak, hogy érje utol az Oriont és felszólítás nélkül semmisítse meg. Az Orion zavartalanul halad, kerüli a látszatát is annak, hogy más szándékaik vannak, mint a varangyokkal való találkozó. Egyszer csak varangy-űrhajók csatlakoznak hozzájuk. Ez a szerencséjük, mert közben a Hydra, amelynek a parancsnoka nem szívesen, de tüzet nyitott volna az Orionra, már megközelítette őket, de a varangyok közbelépése miatt inkább visszavonultak.
Feltűnik az AC-1000. Az Orion egyenletesen halad, majd váratlanul beveti az overkillt, és megsemmisíti a bázist. A kísérő űrhajók persze rögtön megtámadják őket, kialakul egy kis lövöldözés, de végül az Orion győz, a varangyok hajói megsemmisülnek. Most már nincs akadálya, hogy hazafelé vegyék az útjukat, és megnyugtassák idegessé vált főnökeiket. Pietrót felmentették a vád alól, és a teljes csapat összegyűlik egy kis mulatságra a Kaszinóban.

### 5. Harc a Napért – Kampf um die Sonne (1966. november 12.)
Az Orion űrhajósai egy ellenőrző útjukon felfedezik, hogy egy távoli kisbolygó kopár felszíne alatt nem sokkal primitív növényi élet figyelhető meg. Kőzetmintákat gyűjtenek, és átadják az elemzési eredményeket a Bolygóközi Életszabályozási Bizottság tudósainak. Nem az övék az egyetlen hasonló megfigyelés, egy ideje már felfigyelt a bizottság a megváltozott légköri és hőmérsékleti jelenségekre. Az adatok egyértelműen mutatják a Föld gyors melegedését. Az ok az, hogy a Nap energiatermelése duplájára nőtt. A tudósok rámutatnak arra a figyelemreméltó összefüggésre, hogy míg a növekvő napsugárzás a Földet kiszárítja, más, távolabbi égitestek felszínén épp ez a folyamat teremtheti meg a kedvező körülményeket. Alig képzelhető el, hogy bárki mesterségesen növelje a naptevékenységet, de ha mégis ez a helyzet, akkor gyorsan ki kell deríteni, hogy kik azok.
Az Orion további kisbolygók átvizsgálására utasítják. Az egyiken Atan két tudóssal találkozik, akik fegyverrel kényszerítik, hogy szálljon be a teknőcbe. Kialakul egy kis ökölharc, és a megérkező erősítéssel hőseink fogságba ejtik a két idegent. Próbálják kiszedni belőlük, hogy miféle hivatal és miért küldte ide őket, de Hassónak feltűnik, hogy ő ilyen fajtájú teknőcöt még sosem látott. A két tudóst magukkal viszik a Földre, ahol sikerül kideríteni, hogy egy rég elfelejtett, távoli kolónia, a Chroma (Króma) lakói, és pont azért jártak a kisbolygón, amiért McLane-ék. Vagyis adatokat gyűjtöttek a megnövekedett napsugárzás okozta változásokról. De amint kiderül, ők éppen a változásokat remélik, mert bolygójuk kihűlőben van, és ők azok, akik a naptevékenységet fokozzák.
A Biztonsági Szolgálatnak gyakorlatilag semmit sem sikerült a Chromáról megtudnia, azon a félelmetes tényen kívül, hogy képesek a Napot fűteni. Ezért nem tudják, hogy milyen módon vegyék fel a kapcsolatot velük, anélkül, hogy fenyegetésnek, vagy éppen behódolásnak látsszon a Föld fellépése. McLane-nek az az ötlete támad, hogy ő elrepül a Chromára, nem hivatalos küldöttként, hanem csak küldöncként, hogy megindítsa a tárgyalások folyamatát. Így a chromaiak nem vehetik agressziónak sem egy űrhajóparancsnok magányos feltűnését, és talán kideríthető, hogy milyen taktikára van szükség.
Az útra magukkal viszik a két elfogott tudóst, a segítségükkel sikerül felvenni a kapcsolatot az őket egyébként tüntetően figyelmen kívül hagyó chromai ellenőrző szolgálattal. Utasítást kapnak a leszállásra, és arra, hogy egy teknőccel McLane és az egyik tudós repüljön kormányzósági villához. Ott alaposan megváratják, két titkárnő fogadja a parancsnokot, itallal kínálják, csevegnek. Kiderül, hogy a Chroma társadalmában a nőké a vezető szerep. Nő az a főtisztviselő is, aki hosszas várakozás után fogadja McLane-t, és aki csak annyit hajlandó magáról elárulni, hogy hozzá tartozik az az ügy, amelyben az Orion iderepült. A parancsnok arról tájékoztatja a tisztviselőnőt, hogy a földi tudósok olyan anyagot találtak a korábban vizsgált kisbolygók kőzeteiben, amelyet a Chroma felhasználhatna a saját éghajlatának megmentésére, anélkül, hogy a Földet pusztulásra ítélné. A nő cserébe megmutatja a gyönyörű kertet, amely az épületet körülveszi, és amilyenhez hasonlót a Földön már legfeljebb csak egy-egy természetmúzeumban vagy arborétumban találni. McLane-t felbosszantja a hölgy cinizmusa, amellyel a Földet feláldozhatónak nevezi az annál sokkal békésebb és szebb Chromáért. Kitör belőle az indulat, és jól leteremti a tisztviselőnőt. Megfagy a levegő, hiszen az Orion békekövetnek jött, nem az itteni főhivatalnokok legorombítására.
Az Orionra közben rejtjelezett üzenet érkezik, Tamarának, arról, hogy a Földön újabb természeti katasztrófák történtek, és a Föld támadásra határozta el magát, amely hamarosan megkezdődik. Ők örömmel továbbállnának, de McLane-t nem hagyhatják itt, ezért Tamara a másik tudóssal behatol a kormányzóságra, ahol letartóztatják. Ahogy remélte, szembesítik McLane-nel, aki közben tovább játszotta taktikai játszmáját a vendéglátójával. Az asszony elmegy, Tamara elmondja a rossz hírt, majd féltékenységi rohamában megcsókolja McLane-t, mielőtt eljön a vég.
A tisztviselőnő visszatér és az ismét dühbe guruló parancsnokkal közli, hogy elfogadja a Föld javaslatát a napanyag hasznosítására, befejezik a nap hevítését, és békét ajánlanak a Földnek, ezt már meg is üzenték a földi kormánynak. A békekötés boldogságát megtoldja azzal a kívánságával, hogy McLane egy időre maradjon a Chromán, mert az ottani nőknek ilyen férfiakra van szükségük ahhoz, hogy ismét megtanulják a férfiakat becsülni. A hírt természetesen a földi parancsnokság is hahotával fogadja, csak a nőcsábász Mario van megbántva, mert szerinte a hölgy nem nézett alaposabban körül, mielőtt a férfinem ékességét kiválasztotta.

### 6. Az űrcsapda – Die Raumfalle (1966. november 26.)
Az Orion 8-at fénynyomás-spórák begyűjtésére küldik az Umbriel hold közelébe, a minták a tudósok szerint hozzájárulhatnak a földi élet eredetének megfejtéséhez. De ezen az úton utast is kapnak: az egyik miniszter kedvéért magukkal viszik Pieter-Paul Ibsent, az ismert sci-fi-írót, mert az élményanyagot szeretne gyűjteni a következő regényéhez. Ibsen a célkörzet elérése után kikönyörög magának egy rövid körutat a hajó egyik teknőcével, egyedül. McLane titokban vezetősugáron át akarja a teknőcöt kézben tartani, de Ibsen észreveszi a trükköt, és a parancs ellenére lekapcsolja a teknőcöt a sugárról.
A teknőc azonnal önállósítja magát, nem sokkal később a rádiókapcsolat is megszűnik. Atan jelentése szerint a teknőc az Umbriel irányába tart. Ibsen sikeresen le is száll egy égitest felszínén. Amikor megpróbál visszatérni az Orionhoz, a felszállás nem sikerül, a teknőcöt valami visszahúzza a felszínre. Kiszáll, hogy megvizsgálja, mi lehet a baj, de hirtelen négy fegyveres férfi bukkan elő, és Ibsent magukkal ráncigálják. Egy sötét teremben látjuk viszont, ahol egy hang az Orionról faggatja. Majd arra utasítja, hogy hívja fel McLane-t, és kérje meg, hogy jöjjenek érte, mert nem tud felszállni. Amikor Ibsen nem engedelmeskedik, leszíjazzák, és az arcát két oldalról egy-egy omikron-sugárral kezdik melegíteni, és megfenyegetik, hogy a sugár sokkal forróbb is lesz, ha makacskodik.
A halálra vált Ibsen beszél az Orionnal, és elmondja, hogy a Mura [ejtsd: múra] központi vezérlőtermében van, és kéri, hogy vegyék fel. McLane Tamarától megtudja, hogy a Mura egy börtönbolygó, ahová a „nemkívánatos” személyeket száműzik, és nincs olyan eset, amikor ne lenne tilos ott a leszállás. Ám Tamara elmondja, hogy ha a vendégüket ott hagyják, akkor otthon őt is előveszi a főnöke, ezért kéri, hogy szálljanak le, és vegyék fel az írót.
Amikor leszállnak, már a fegyencek vezére jelentkezik a viziofonon, és felszólítja a személyzetet, hogy mindannyian hagyják el a hajót, különben Ibsent halálra kínozzák. Ők engedelmeskednek, McLane-t elviszik, a többieket két külön cellába zárják.
McLane abba a székbe kerül, amelyben korábban Ibsent vallatták. Tourenne, a fegyencek vezére, akit több ezer ember felelőtlen veszélyeztetése miatt ítéltek el, élvezettel meséli el neki, hogy már régóta készülnek arra, hogy egy űrhajót a kezükre játsszon a véletlen, még űrhajós is van a telepen fogva tartottak között. Ezzel a hajóval a Varangyokhoz fognak repülni, akik örömmel fogják őket fogadni, például őt magát az általa feltalált omikron-fegyver műszaki leírása miatt. McLane blöffölni próbál, azt állítja, hogy a fegyencek nem ismerhetik az utóbbi évek óriási fejlődésének az eredményeit az űrhajókban, és nélkülük képtelenek lennének az Oriont elvezetni. Végül gyalázni kezdi a vezért, aki büntetésül rajta is kipróbálja a forró omikronsugarat.
A két hadnagynő eközben magánakcióval próbálkozik. Tamara elbújik, Helga pedig kedvesen elmeséli a dörömbölésre benéző őrnek, hogy a cellatársnője eltűnt. A belépő őrnek Tamara elveszi a fegyverét, kinyittatják a többiek celláját, és visszaszöknek az Orionra. Onnan hívják fel a vezért, és közlik, hogy tizenöt perc múlva felrobbantják az űrhajót, de vele az egész telepet is, ha a két foglyot nem engedik szabadon. Tourenne belátja, hogy vesztett, és szabadon engedi McLane-t és Ibsent. Ők boldogan sietnek a hajóhoz, és nyomban felszállnak.
De a felszállás nem sikerül. Valami éppúgy fogva tartja az Oriont, ahogy korábban a teknőcöt. A kárörvendő Tourenne eldicsekedik nekik saját fejlesztésű mágnesharangjukkal, majd alkut ajánl: nem öli meg az Orion személyzetét, ha betanítják kiválasztott embereinek a hajó irányítását. Meg is érkeznek a fedélzetre, a fegyencek elhelyezkednek a személyzet tagjai mellett, és várják az első bemutatót. McLane megkérdezi a mágnesharang méreteit, mondván, hogy szeretné megmutatni, milyen precízen irányítható a hajó a tetőpontig. Majd Atannak egy homályos utasítást ad, aki először nem kapcsol, de végül megérti a teendőjét. Az Orion felszáll, és egy energiával feltöltött teknőcöt indítanak el, amely felrobban a mágnesharangnak ütközve, de egyúttal semlegesíti is azt. Szabad az út hazafelé, de előbb persze egy rövid kézitusában ártalmatlanná teszik Tourenne-t és embereit. Az életveszélyből szabadult csapat különféle szeszes italok elfogyasztásával ünnepli a győzelmet, Ibsen pedig megígéri, hogy a következő regényének hőseit megmentőiről mintázza meg.

### 7. Invázió – Invasion (1966. december 10.)
Villa ezredes, a Biztonsági Szolgálat főnöke, valamint törzskarának nyolc tagja a Tau űrcirkáló fedélzetén utazik, amikor a cirkáló erős fényviharba kerül a Gordon űrbázis közelében. Vészjelzést adnak le, és közlik, hogy a működésképtelen hajóból a teknőcökbe szállnak, és úgy próbálják a Gordont elérni. Villa viszont erősködik, hogy nem fényviharba, hanem gyorsan változó antigravitációs erőterek közé kerültek, mint az Orion régen az MZ-4 közelében, és hogy ezt a varangyok okozhatják. Végül a kapcsolat megszakad. A Földön a Tau utasait már mindenki halottnak hiszi.
Egyszer csak megérkezik a hír, hogy Villa ezredes és törzskarának nyolc tagja él, de az űrcirkáló személyzete eltűnt. Zárt körű ülésen hallgatják meg az ezredes beszámolóját, amelyre McLane-t is odarendelik, mivel az utolsó fénytelefon-üzenetben említették az ő esetét is az MZ-4-nél. Villa rövid beszámolójában maga is elismeri, hogy a teknőcöknek abban a kozmikus fényviharban elméletileg semmi esélyük sem volt, vagyis a megmenekülése a szerencsén múlott. A Vezérkar tagjai emlékeztetik arra, hogy a Tau fedélzetén még változó erőterekről beszélt, hevesen ragaszkodva ehhez az állításához. Villa elnézést kér, amiért a nehéz percekben elvesztette az ítélőképességét, és elismeri a tévedését. McLane közbeszól, hogy a Tau fedélzetéről érkezett helyzetjelentés teljesen azonos tünetekről szólt, mint amelyeket ő tapasztalt annak idején, kéri, hogy hadd nézhessen körül a Gordon állomás körül, de hiába próbálkozik, a felettesei határozottan leintik. Womsler tábornok végül azt ajánlja neki, hogy inkább húzza meg magát, és mielőbb induljon útnak a következő feladatára.
Ám indulás előtt a Biztonsági Szolgálat törli az Orion útját. McLane nem érti, hogy miért foglalkozik a BSz a járőrfeladatokkal, és az jár a fejében, hogy mivel az útja a Gordon űrbázis melletti szektorhoz vezetett volna, ott valami titok van, és nem akarják odaengedni. Egy másik parancsnok azt panaszolja el, hogy a Biztonsági Szolgálat átvette a teher- és csataűrhajó-bázis irányítását. McLane nem bír nyugodni, rábírja Tamarát, hogy kérjen neki kihallgatást Villa ezredestől. És ha már a központban jár, szaglásszon körül egy kicsit.
Tamara beszél az ezredessel, meg is kapja az időpontot. Miután távozik, egy számítógépben kezd keresgélni a Gordonnal kapcsolatos dolgok után, de Villa, aki már gyanakodott, csapdába csalja a nőt, hogy kiderítse, McLane mit keres, majd őrizetbe veteti.
McLane az orvosával konzultál, és felvázolja neki a gondolatmenetét Villa ezredes furcsa viselkedésével kapcsolatban. Kifejti, hogy szerinte a varangyok átprogramozták Villa és emberei agyát, sőt valószínűleg az egész Gordon állomást a hatalmukban tartják, átprogramozva a teljes személyzetet. Az orvos kezdetben érdeklődve hallgatja, számos keresztkérdést tesz fel és megfogalmazza kifogásait, ám egy ponton kijelenti, hogy McLane-nek, akit már tíz éve ismer, kezel és soha nem tartotta elmebetegnek, most el kellene gondolkodnia a szanatóriumba vonulásról. Csak egy kis pihenés kedvéért. Majd egyszerű kényszerképzetnek titulálja McLane Villával kapcsolatos észrevételeit.
Villa ezredes barátságosan fogadja McLane-t, mosolyog a parancsnok makacs gyanakvásán, és megadja neki a startengedélyt a Gordonhoz. Viszont a biztonság kedvéért előbb felszereltet az Orionra egy új találmányt, egy erőtérgenerátort, és a találmány szakértője, Kranz főmérnök is velük tart a próbaútra. Tamarát viszont – Villa állítása szerint – már beosztották egy továbbképzésre, amelyet az előléptetése érdekében korábban ő kért, így nélküle fognak elindulni.
Az Orion felszáll, eközben Villa már parancsokat ad embereinek egy ütemterv szerint a külső fénytelefon-összeköttetés megszakítására, a csataűrhajó-bázisok megbénítására, minden kimenő közlemény rögzítésére és az úton levő hajók visszahívására.
Az Orion útja rendben zajlik, de egyszer csak idegen űrhajók tűnnek fel a távolban, és láthatóan a Föld felé tartanak. McLane azonnal hívja Womsler tábornokot, hogy jelentse a behatolókat, de a Vezérkar bemenő vonala elromlott, és csak a 3-as Külső Iroda fogadja a hívást. Ők – akik valójában Villa emberei, hiszen a bejövő hívásokat mind átirányították a BSz-hez – arra utasítják az Oriont, hogy folytassa az útját.
Tamara eközben kérdőre vonja Villát, aki felfedi előtte kártyáit, és parancsot ad neki McLane dezinformálására.
Az Orion8 megfigyeli a három irányból a Gordonhoz gyülekező varangy hajókat. McLane ismét az Űrügyet próbálja hívni, és mindenesetre elveszik Kranz fegyverét. Amikor ismét hívja a Földet, már Villa ezredes fogadja a hívását és közli, hogy mellette áll Tamara, akit nyomban megöl, ha nem teljesítik a parancsát. Tamara észrevétlenül bekapcsolja a Womsler titkárságára kimenő vonalat, és gyorsan elhadarja egyszerre McLane-nek és a kintlevőknek, hogy Villa inváziót szervez, a varangyok a Föld elözönlésére készülnek, majd elhallgattatják. Villa Kranzot hívja, majd egy percet ad, hogy visszaadják a főmérnök sugárpisztolyát. Teljesítik a parancsot, Kranz átveszi az irányítást és ezt interkozmosz-kódnyelven tudatja is Villával.
Eközben a Tamara által kijuttatott riasztás hatására a Vezérkar és a Kormányzótanács fejvesztett kapkodásba kezd, de Villa minden űrhajót visszarendeltetett, a startbázisokat megbéníttatta, a harc felvételére nincs sok lehetőség. Villát letartóztatják, de az invázió már folyik, a védekezés kilátástalan.
Hasso Sigbjörnson az Orion gépházában leégett két transzformátort, majd közli a vezérlőállással, hogy átmenetileg csak félsebességgel tudják az útjukat folytatni, amíg a hibát el nem hárítja. Kranz fenyegetőzik, de egymaga nem tudja szemmel tartani a vezérlőállást és a gépházat is, ezért Hassót csak utasítani tudja, hogy igyekezzen a javítással. Valakik folyamatosan hívják az űrhajót, sejtik, hogy a Föld az, de Kranz nem engedi, hogy fogadják a hívásokat. Pedig Womsler arra akarja az Oriont utasítani, hogy a lehető leggyorsabban semmisítsék meg a Gordon űrbázist, mert a varangyok energiaellátását az onnan induló vezetősugár biztosítja. Van Dyke tábornokot indítják útnak a Hydra űrcirkálón, de az idő kevésnek látszik. Tamara azt találja ki, hogy a Hydra támadja meg az Oriont, így Kranz kénytelen lesz a személyzetnek szabad kezet adni a védekezéshez, és akkor biztosan sikerülni fog Kranzot lefegyverezni. A Hydra támad, ügyelve, hogy ne okozzanak az Orionban súlyos kárt, és a terv beválik. Van Dyke kiadja McLane-nek a parancsot a Gordon megsemmisítésére, a sajnálatosan elromlott hajtómű hirtelen rendbe jön, és teljes sebességgel száguldanak a cél felé. A Földön kétségbeesetten figyelik az inváziós kötelék és az Orion célba éréséig hátralevő távolságokat, de a versenyfutást szerencsére az Orion nyeri, megsemmisítik a Gordon űrbázist, az energiától megfosztott idegen űrhajókat pedig a földi egységek megsemmisítik.
A riadó lefújása után a Legfelső Űrhatóság ülésén egy elmeszakértő elmondja, hogy Villa agyának átprogramozását már elemzik, és remény van az ezredes felépülésére. Womsler tábornok az ülés után alaposan lehordja McLane-t az engedélye nélküli felszállás miatt, majd előlépteti ezredessé, és bejelenti, hogy a büntetést lejártnak tekintik, az Orion visszatérhet a gyors-űregységekhez. Tamara is gratulál McLane-nek, és a beszélgetésük során megemlíti, hogy még nem tudja, mi lesz az új beosztása. McLane meglepve eszmél rá, hogy Tamarát csak a büntetés idejére vezényelték az Orionra, és bejelenti, hogy ragaszkodik Tamarához, ha nem szolgálatban, akkor a magánéletben. Majd megcsókolják egymást, amihez a csapat többi tagja vigyorogva gratulál – hiszen fogadást kötöttek.

## A készítők

### Díszlet és berendezés

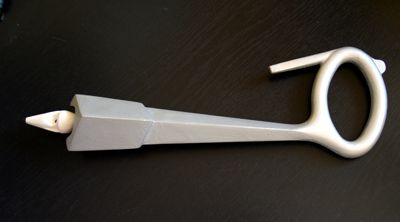
Sugárpisztoly

Ahhoz képest, hogy alacsony költségvetésből dolgoztak, a sorozat látványvilágát nagy kreativitással dolgozták ki. Maga az űrhajó három méretben készült el, a legkisebb 60 centiméteres, a legnagyobb 1,6 méter átmérőjű volt. A parancsnoki híd 28 méter átmérőjű volt. A díszlethez 3200 villanykörtét és 10 kilométer kábelt használtak fel.

## Jelmez
A sorozat jelmezterveinek elkészítésére a magyar Bárdy Margit kapott megbízást, aki éppen akkor a Bavaria filmstúdióval állt szerződésben, és többek között tőle is kértek egy tervet, vázlatot. Ő a saját elmondása szerint nem szerette a sci-fit, de ennek ellenére ráérzett egy egyedi stílusra: ezüst színű kartonra áttetsző pauszpapírt fektetett, és erre rajzolt hegyes, kemény ceruzával erős kontúrokat. A férfiaknak egyszerű vonalú, egybeszabott felsőrész–nadrág–cipő együttest talált ki, valamint egészen rövidre vágott hajat, ez utóbbi akkor futurisztikusnak számított. A nőknek jellegzetes egyenfrizurát talált ki, bár végül a fodrász nem pontosan követte az elképzelést, valamint egyszerű felsőrészt és térd fölé érő szoknyát, ami miatt a főszereplő Eva Pflug erősen berzenkedett, a miniszoknya divatjára még egy-két évet várni kellett.
A producerek első látásra beleszerettek a tervekbe, azonnal kiadták neki a megbízást. Bárdy Margit tudta, hogy fekete-fehér felvételhez kell terveznie, ezért csak a jelmezek szürketónusával foglalkozott. Maga indult el a megfelelő anyagok megkeresésére, és végül néhány kellemetlen tapintású, vastag szövet mellett döntött, mert ezek adták vissza legjobban a tervezett egyszerű, ránctalan vonalakat. A színészek később sokat panaszkodtak a ruhákra, a hónaljban erősen bevágó szabás és a leginkább sínadrágoknál alkalmazott, durva anyagok miatt.

### A színészek
Az Orion személyzete:
| Szerep                                             | Színész                       | Magyar hang (1.)           | Magyar hang (2.)          |
| -------------------------------------------------- | ----------------------------- | -------------------------- | ------------------------- |
| Cliff Allister McLane őrnagy, parancsnok           | Dietmar Schönherr (1926–2014) | Mécs Károly (1936–2025)    | Mécs Károly (1936–2025)   |
| Tamara Jagellovsk hadnagy, biztonsági tiszt        | Eva Pflug (1929–2008)         | Farkas Gabi (1940–)        | Fehér Anna (1958–)        |
| Hasso Sigbjörnson hadnagy, gépész                  | Claus Holm (1918–1996)        | Horváth Pál (1927–1987)    | Kárpáti Tibor (1949–2011) |
| Mario de Monti hadnagy, fegyverzeti tiszt          | Wolfgang Völz (1930–2018)     | Madaras József (1937–2007) | Oberfrank Pál (1964–)     |
| Atan Shubashi hadnagy, asztrogátor („űrnavigátor”) | Friedrich G. Beckhaus (1927–) | Surányi Imre (1927–2014)   | Galbenisz Tomasz (1963–)  |
| Helga Legrelle hadnagy, űrfigyelő                  | Ursula Lillig (1938–2004)     | Czigány Judit (1930–2000)  | Götz Anna (1963–)         |

Továbbá:
| Szerep                                                                       | Színész                       | Magyar hang (1.)              | Magyar hang (2.)          |
| ---------------------------------------------------------------------------- | ----------------------------- | ----------------------------- | ------------------------- |
| Winston Woodrow Wamsler tábornok, a Bolygóközi Járőrszolgálat főparancsnoka  | Benno Sterzenbach (1916–1985) | Szabó Ottó (1920–1998)        | Papp János (1948–)        |
| Henryk Villa ezredes, a Biztonsági Szolgálat főparancsnoka                   | Friedrich Joloff (1908–1988)  | Somogyvári Rudolf (1916–1976) | Szokolay Ottó (1937–2018) |
| Lydia van Dyke tábornok, a Gyors Űregységek és a Hydra űrcirkáló parancsnoka | Charlotte Kerr (1927–2011)    | Kassai Ilona (1928–)          | ?                         |

Mindkét szinkronban Jagellovsk hadnagy neve Jagello alakban szerepelt, Wamsler tábornok neve pedig Womsler alakra módosult, és a keresztneveik sosem hangzottak el.

### Zene
A sorozat zenéjét Peter Thomas szerezte. Az egyedi, jellegzetes stílusú zenei betéteket annak ellenére, hogy csak egy monó hangcsatornás tévésorozathoz készültek, a zeneszerző sztereóban, jó minőségben rögzíttette. Ennek a bölcs előrelátásnak köszönhetően a sorozat sikerét követően a zene megjelenhetett hanglemezen (Fontana special 6434 261) és kislemezen (Philips 346 018 PF) is, nemrég pedig CD-n (Bungalow Bung 112), valamint a 2003-as moziváltozatban is az eredeti felvétel hallható.

## Mozifilm
2003-ban több epizód összevágásával és felújításával egy mozifilm készült az Orion űrhajóból „Orion űrhajó: A visszatérés” (Raumpatrouille Orion – Rücksturz ins Kino) címmel.

## Érdekességek
Az Orion-sorozat premierje csupán 9 nappal maradt le a Star Trek sorozat első epizódjának bemutatójától.
A cirkálók kis űrcsónakjait a német eredeti szövegben az angol lancet (gerely) szóval nevezték. A magyar fordításban ehelyett a teknőc nevet kapták, talán kerek, domború alakjukról. Ez a leleményes név annyira megmaradt az emlékezetben, hogy a teljesen új fordításból készült új szinkron elkészítésekor is ezt a szót használták.
A varangyok neve a német szövegben szintén angol szó: frogs (békák). A szót a rajongók később úgy magyarázták, mint a „Feindliche Raumschiffe Ohne Galaktische Seriennummer” („ellenséges űrhajó galaktikus azonosítószám nélkül”) rövidítését.
Az 1970-es években a Magyar Rádió saját tánczenekara, a Stúdió 11 kislemezre játszotta a sorozat főcímzenéjének feldolgozását, Orion űrhajó címmel.
Az film epizódjait Hanns Kneifel jelentette meg könyvben először 1968-ban. 2011-ben a 45. évfordulóra három kötetes keménytáblás változatban ismét kiadták a regényt.

## Képregény
Az Orionból rajzolt képregény először Magyarországon készült. A Pajtás 1969. évi 39-43. számában, öt folytatásban jelent meg Alaksza Tamás története Zórád Ernő rajzaival. A Tip Top szórakoztató magazinban a hetvenes évek elején fényképregény formájában is megjelent a történet.